# イ・ダウィ
イ・ダウィ（朝: 이 다윗、1994年3月3日 - ）は、韓国の俳優。

## 出演作品

### 映画
- 極楽島殺人事件（2007年） - テギ 役
- うちにどうして来たの（2009年） - ジミン 役
- 殺人の川（2010年） - 16歳のスンホ 役
- ポエトリー アグネスの詩（2010年） - ジョンウク 役
- 高地戦（2011年） - ナム・ソンシク 役
- 敵との初恋（2011年） - ドンウ 役
- 神弓-KAMIYUMI-（2011年） - ナミ 役
- ロマンス・ジョー（2012年） - ロマンス・ジョー 役
- 冥王星（2013年） - ジュン 役
- テロ、ライブ（2013年） - パク・シヌ 役
- 群盗（2014年） - チョ・ソイン 役
- 純情（2016年） - ケドク 役
- パーフェクト・ボウル 運命を賭けたピン（2016年） - パク・ヨンフン 役
- 天命の城（2017年） - チルボク 役
- 最後の息子（2018年） - ウンチャン 役
- スウィング・キッズ（2018年） - クァングク 役
- サバハ（2019年） - コ・ヨセフ 役
- ヒプノシス／催眠（2021年） - ドヒョン 役
- 破墓／パミョ（2024年） - 結婚式の撮影記者 役
- 聖なる夜：デーモンハンターズ（2025年） - キム君 役

### ドラマ
- マジックキッド・マスリ（2001年、KBS2）
- 武人時代（2003年、KBS1） - チェ・ウ 役
- 王の女（2003年、SBS） - スン・ファグン 役
- 淵蓋蘇文（2006年、SBS） - キム・ユシン 役
- イ・サン（2007年、MBC） - ウノングン 役
- イルジメ～一枝梅（2008年、SBS） - ピョン・シフ 役
- 姉さん（2008年、KBS1） - ジホ 役
- 新伝説の故郷2009（2009年、KBS2） - ソギ 役
- 根の深い木（2011年、SBS） - パク・セミョン 役
- 大風水（2012年、SBS） - モク・チサン 役
- 九家の書（2013年、MBC） - ユン・ジョンユン 役
- 恋するジェネレーション（2015年、KBS2） - パク・ミンジュン 役
- 魔女宝鑑～ホジュン、若き日の恋～（2016年、JTBC） - ミョンジョン 役
- キスして幽霊！～Bring it on, Ghost～（2016年、tvN） - キム・インラン 役
- ボクらのラブアカデミー(2017)-ファン•イングク
- 君を守りたい ～SAVE ME～（2017年、OCN） - ウ・ジョンフン 役
- バッドパパ（2018年、MBC） - キム・ヨンデ 役
- ホテルデルーナ（2019年、tvN） - ソル・ジウォン 役
- 梨泰院クラス（2020年、JTBC） - イ・ホジン 役
- 一週間では愛せない（2020年、MBC） - キム・ナムウ 役
- ロースクール（2021年、JTBC） - ソ・ジホ 役
- イカゲーム シーズン2（2024年、Netflix） - パク・ミンス 役
- イカゲーム シーズン3（2025年、Netflix） - パク・ミンス 役